# All Japan Kendo Federation
La All Japan Kendo Federation (AJKF) – in giapponese Zen Nihon Kendō Renmei (全日本剣道連盟?) (ZNKR), spesso abbreviato in Zen Ken Ren (全剣連?) –  è la federazione sportiva che governa il mondo del Kendō (剣道?) in Giappone; è stata fondata nel 1952 e si è ufficialmente formata il 14 marzo 1954.
Oltre che del Kendō, la AJKF si occupa della promozione e diffusione di altre due arti marziali ad esso strettamente correlate: Iaidō (居合道?) e Jōdō (杖道?). Per quanto riguarda queste tre discipline, la AJKF può essere considerata l'erede della Dai Nippon Butoku Kai (大日本武徳会?, lett. "Società delle Virtù Marziali del Grande Giappone").
Ancor più che la International Kendo Federation, diretta emanazione della AJKF, la federazione giapponese è da sempre de facto la vera guida del kendō mondiale.
Il 16 settembre 2020 la AJKF è stata dichiarata Public Interest Incorporated Foundation (公益財団法人?, Kōeki Zaidan Hōjin) dal governo giapponese.

## Scopo
Lo scopo dichiarato dalla All Japan Kendo Federation è:

The Concept of Kendo is to discipline the human character through the application of the principles of the katana (sword).

This can be achieved by developing in practitioners a healthy mind and body, cultivating a great character, and nurturing talented people and a healthy society, as well as contributing and promoting international understanding.»

Il Concetto del Kendo è disciplinare il carattere umano attraverso l'applicazione dei principi della katana (spada).

Ciò può essere ottenuto sviluppando nei praticanti una mente e un corpo sani, coltivando un grande carattere e nutrendo persone di talento e una società sana, oltre a contribuire e promuovere la comprensione internazionale.»
(All Japan Kendo Federation, "About AJKF")

## Principi fondamentali del Kendō

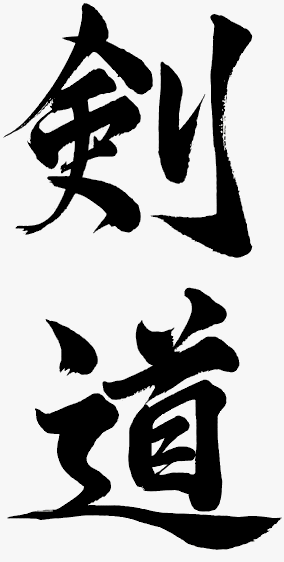
Kendō scritto in kanji

La All Japan Kendo Federation ha definito i principi fondamentali del kendō in due documenti pubblicati il 20 marzo 1975:
- The Concept of Kendo (剣道の理念?, Kendō no rinen) in cui si enuncia il Concetto del Kendō
- The Purpose of Practicing Kendo (剣道修錬の心構え?, Kendō shūren no kokorogamae) che illustra lo Scopo della Pratica del Kendō

Il 14 marzo 2007 la AJKF ha poi pubblicato un terzo documento intitolato The Mindset of Kendo Instruction (剣道指導の心構え Kendō shidō no kokorogamae?) nel quale viene descritto l'Atteggiamento Mentale dell'Insegnamento del Kendō.

### Concetto del Kendō
(All Japan Kendo Federation, "The Concept of Kendo", 20 marzo 1975)

### Scopo della Pratica del Kendō
To cultivate a vigorous spirit,

And through correct and rigid training,

To strive for improvement in the art of Kendo,

To hold in esteem human courtesy and honour,

To associate with others with sincerity,

And to forever pursue the cultivation of oneself.

This will make one be able:

To love his/her country and society,

To contribute to the development of culture,

And to promote peace and prosperity among all peoples.»
Coltivare uno spirito forte,

E, attraverso un addestramento corretto e severo,

Sforzarsi di progredire nell'arte del Kendo,

Tenere in considerazione la cortesia e l'onore,

Associarsi agli altri con sincerità

E ricercare per sempre il perfezionamento di sé stessi.

In questo modo si sarà capaci di:

Amare il proprio paese e la società,

Contribuire allo sviluppo della cultura

E di promuovere la pace e la prosperità tra i popoli.»
(All Japan Kendo Federation, "The Purpose of Practicing Kendo", 20 marzo 1975)

### Atteggiamento Mentale dell'Insegnamento del Kendō
For the correct transmission and development of kendo, efforts should be made to teach the correct way of handling the shinai in accordance with the principles of the sword.

Kendo is a way where the individual cultivates one’s mind (the self) by aiming for shin-ki-ryoku-itchi (unification of mind, spirit and technique) utilizing the shinai. The “shinai-sword” should be not only directed at one’s opponent but also at the self. Thus, the primary aim of instruction is to encourage the unification of mind, body and shinai through training in this discipline.

Reiho – Etiquette

When instructing, emphasis should be placed on etiquette to encourage respect for partners, and nurture people with a dignified and humane character.

Even in competitive matches, importance is placed on upholding etiquette in kendo. The primary emphasis should thus be placed on instruction in the spirit and forms of reiho (etiquette) so that the practitioner can develop a modest attitude to life, and realize the ideal of koken-chiai (the desire to achieve mutual understanding and betterment of humanity through kendo).

Lifelong Kendo

While providing instruction, students should be encouraged to apply the full measure of care to issues of safety and health, and to devote themselves to the development of their character throughout their lives.

Kendo is a “way of life” that successive generations can learn together. The prime objective of instructing kendo is to encourage the practitioner to discover and define their way in life through training in the techniques of kendo. Thus, the practitioner will be able to develop a rich outlook on life and be able to put the culture of kendo into use, thereby benefitting from its value in their daily lives through increased social vigour.»
Per la corretta trasmissione e lo sviluppo del kendo, è necessario sforzarsi di insegnare il modo corretto di trattare lo shinai secondo i principi della spada.

Kendo è una Via in cui l'individuo coltiva la propria mente (il sé) tendendo al shin-ki-ryoku-itchi (unificazione della mente, dello spirito e della tecnica) utilizzando lo shinai. La "shinai-spada" non deve essere solo diretta ad un avversario, ma anche a sé stessi. Pertanto, l'obiettivo principale dell'insegnamento è quello di favorire l'unificazione della mente, corpo e shinai attraverso l'allenamento di questa disciplina.

Reiho – Etichetta

Nell'istruire, occorre porre l'accento sull'etichetta per incoraggiare il rispetto per l'altro e coltivare le persone con un carattere dignitoso e umano.

Anche in competizioni ufficiali, si sottolinea l'importanza sostenere l'etichetta nel kendo. L'enfasi principale deve quindi essere posta sull'istruzione secondo lo spirito e le forme di reiho (etichetta) in modo che il praticante possa sviluppare un atteggiamento modesto verso la vita, e realizzare l'ideale di koken-chiai (il desiderio di raggiungere la comprensione reciproca e il miglioramento dell'umanità attraverso il kendo).

Kendo per tutta la vita

Mentre vengono istruiti, gli studenti dovrebbero essere incoraggiati ad applicarsi pienamente alla cura dei temi della sicurezza e della salute e di dedicarsi allo sviluppo del loro carattere per tutta la vita.

Kendo è uno "stile di vita" che le generazioni successive possono imparare insieme. L'obiettivo primario dell'istruzione del kendo è quello di incoraggiare i praticanti alla scoperta e definizione della propria Via nella vita attraverso la formazione nelle tecniche di kendo. In questo modo il praticante sarà in grado di sviluppare una ricca visione della vita ed in grado di mettere in pratica la cultura del kendo, beneficiando in tal modo dal suo valore nella propria vita quotidiana attraverso una maggiore vigoria sociale.»
(All Japan Kendo Federation, "The Mindset of Kendo Instruction and its Explanation", 14 marzo 2007)

### Le tre virtù costitutive dello Spirito del Kendō

Il kendojin badge

Sempre la All Japan Kendo Federation, nell'ottobre del 1952 subito dopo la propria fondazione, ha definito le tre virtù fondamentali che unite rappresentano lo Spirito del Kendō (剣道の精神?, Kendō no seishin) associandole ad un colore ed inserendole in un logo:
     Saggezza (智?, chi): giudicare ciò che è giusto
     Umanità / benevolenza (仁?, jin): pensare alle cose dal punto di vista dell'altro
     Coraggio (勇?, yū): superare la paura e l'ansia
La AJKF invita tutti i kenshi ad indossarlo, a identificarsi in questo logo ad a ispirarsi alle virtù che rappresenta.
Il logo, chiamato inizialmente "distintivo di appartenenza" (会員章?, kaiin shō), è stato successivamente rinominato "kendojin badge" (剣道人バッジ?, kendō-jin bajji).

## Affiliazioni
La All Japan Kendo Federation è membro fondatore (e de facto guida) della International Kendo Federation (FIK).
La AJKF fa inoltre parte della Japan Sport Association, del Comitato Olimpico Giapponese, del Japan Sport Council, del Japan Martial Arts Council e della Nippon Budokan Foundation.

## Federazioni affiliate
La AJKF raggruppa e coordina le Federazioni delle 47 Prefetture del Giappone.
Ad essa fanno poi capo altre federazioni giapponesi relative al mondo del kendō:
- All Japan Industrial and Commercial Kendo Federation
- All Japan School Kendo Federation
- University Kendo Federation of Japan
- All Japan Kendo Dojo Federation
- All Japan High School Athletic Federation: Kendo Division
- Nippon Junior High School Physical Culture Association
- All Japan Public Servants Kendo Federation
- All Japan High School Athletic Federation: Part-time Correspondence School Kendo Division

## Competizioni ed Eventi
La All Japan Kendo Federation organizza varie competizioni ed eventi tra cui:
- All Japan Kendo Championship (全日本剣道選手権大会?, Zen Nihon Kendō Senshuken Taikai)
- All Japan Women's Kendo Championship (全日本女子剣道選手権大会?, Zen Nihon Joshi Kendō Senshuken Taikai)
- All Japan Iaido Taikai (全日本居合道大会?, Zen Nihon Iaidō Taikai)
- All Japan Jodo Taikai (全日本杖道大会?, Zen Nihon Jōdō Taikai)
- All Japan Kendo 8-dan Tournament (全日本選抜剣道八段優勝大会?, Zen Nihon Senbatsu Kendō Hachidan Yūshō Taikai)
- All Japan Tōzai-Taikō (East vs. West Japan) Kendo Tournament (全日本東西対抗剣道大会?, Zen Nihon Tōzai-Taikō Kendō Taikai)
- National Family Women's Kendo Tournament (全国家庭婦人剣道大会?, Zenkoku Katei Fujin Kendō Taikai)
- All Japan Interprefecture Kendo Championship (全日本都道府県対抗剣道優勝大会?, Zen Nihon Todōfuken Taikō Kendō Yūshō Taikai)
- All Japan Kendo Enbu Taikai (全日本剣道演武大会?, Zen Nihon Kendō Enbu Taikai), comunemente detto Kyoto Taikai (京都大会?, Kyōto Taikai)
- All Japan Boys and Girls Martial Arts (Kendo) Training Tournament (全日本少年少女武道（剣道）錬成大会?, Zen Nihon Shōnen Shōjobudō (Kendō) Rensei Taikai)

In particolare l'All Japan Kendo Championship (la competizione individuale maschile) è ritenuta, ancor più dei Campionati Mondiali, la principale competizione sportiva di Kendō a livello globale.
L'All Japan Kendo Enbu Taikai è invece il più antico, tradizionale e prestigioso evento del kendō giapponese e mondiale.
Oltre alle competizioni ed agli eventi sopra citati, dedicati in vari modi ad un gruppo selezionato di praticanti (atleti più o meno professionisti, praticanti di grado elevato, ecc.) la AJKF organizza venti aperti a tutti i praticanti senza alcuna distinzione come ad esempio il Kendo Godo Keiko-kai for all (剣道合同稽古会 全国対象?, Kendō gōdō keiko-kai zenkoku taishō) a cui sono invitati gratuitamente tutti i kenshi, senza alcuna distinzione.
Infine, la AJFK organizza gli esami di grado dal 6º fino all'8º dan; quelli per i gradi inferiori sono invece gestiti dalle federazioni delle singole prefetture.

## Dan registrati
A marzo 2023 il numero di praticanti in possesso di almeno un dan (ovvero di uno dei diversi gradi di cintura nera) registrati alla AJKF era di:
|        | totale  | uomini  | donne  |
| ------ | ------- | ------- | ------ |
| Kendō  | 2027257 | 1417526 | 609731 |
| Iaidō  | 97220   | 83450   | 13770  |
| Jōdō   | 25305   | 21165   | 4140   |
| totale | 2149782 | 1522141 | 627641 |

## Kendo Hall of Fame
La Kendo Hall of Fame (剣道殿堂?, Kendō Dendō) è stata istituita nel 2002 dalla AJKF come parte del progetto commemorativo del 50º anniversario della sua fondazione per onorare le persone (decedute) che hanno contribuito alla diffusione e allo sviluppo del kendō.
L'elenco è riportato su una targa di rame affissa all'interno del Nippon Budōkan (日本武道館?).

## Logo

Il logo della AJKF

Il logo della AJKF iniziò ad essere studiato nel 1992 in occasione del 40º anniversario della fondazione, e fu istituito nel 1994 dopo circa due anni.
Il bordo esterno rappresenta lo specchio di Yata (八咫鏡?, Yata no Kagami), uno dei tre tesori sacri che costituiscono le Insegne imperiali del Giappone (三種の神器?, Sanshu no Jingi); questo particolare è ripreso dallo stemma del Dai Nippon Butoku Kai. All'injterno vi sono due draghi gemelli (双竜?, sōryū) (gli stessi presenti nell'antico Ordine Imperiale del Doppio Dragone cinese) che reggono ciascuno una spada del tipo tachi (太刀?, tachi):  è la spada Efu (衛府?) appartenuta al Clan Date (伊達氏?, Date-shi) di Sendai per come è disegnata su di uno specchio ottagonale di bronzo bianco conservato nello Shōsō-in (正倉院?). Infine, il kanji al centro, spada (劔?, tsurugi), è modellato su quelli presenti nel catalogo edito quando il Tesoro Imperiale dell'Imperatore Shōmu (聖武天皇?, Shōmu-tennō) è stato posto all'interno dello Shōsō-in.

## Mascotte
Dal 2017 anche la AJKF, come avviene per la maggior parte delle istituzioni giapponesi, ha la sua mascotte: Bushishi (ぶしし?), un leone che indossa il bōgu ed impugna una shinai.